# انتلر (داکوتای شمالی)
انتلر(به انگلیسی: Antler) شهری در ایالت داکوتای شمالی کشور ایالات متحده آمریکا است که جمعیت آن در سرشماری سال ۲۰۱۰ میلادی، ۲۷ نفر بوده‌است.